# Els Verds (França)
Els Verds (Les Verts en francès) és un antic partit polític francès d'esquerres i ecologista, membre del Partit Verd Europeu. El seu nom complet en francès és Les Verts, Confédération écologiste - Parti écologiste.

## Història
El moviment dels Verds va néixer l'any 1984 de la fusió del Partit Ecologista i la Confederació Ecologista.
L'any 1986, Antoine Waechter s'imposà com a cap del nou partit i en fixà la línia política, segons la qual el partit verd no es declarava ni d'esquerres ni de dretes. Antoine Waechter defensava que la separació entre esquerra i dreta no tenia lloc en el si de l'ecologisme.
El 24 d'abril de 1988, Antoine Waechter fou el candidat dels Verds a la presidència de la República Francesa. Va obtenir el 3,78% dels sufragis (1.149.897 vots).
El 1989, també amb Antoine Waechter com a cap de llista, els Verds van aconseguir llur millor resultat en unes eleccions europees, amb el 10,59% dels vots emesos (1.922.945 vots).
Aquesta línia política va ser abandonada l'any 1994, quan els Verds decidiren posicionar-se clarament a l'esquerra de l'espectre polític. Aquesta decisió va originar la marxa d'Antoine Waechter, el qual fundà un altre partit: el Moviment dels Ecologistes Independents.
El 23 d'abril de 1995, Dominique Voynet, candidata dels Verds a la presidència de la República, va obtenir el 3,32% dels sufragis (1.010.738 vots).
Després de la victòria de l'esquerra en les eleccions legislatives de 1997, Dominique Voynet entrà al govern del socialista Lionel Jospin com a ministra de medi ambient i política territorial (va ser reemplaçada per Yves Cochet l'any 2001). Un altre membre dels Verds s'incorporà al govern l'any 2000: Guy Hascoët com a secretari d'estat d'economia solidària.
El juny de 1999, la llista verda a les eleccions europees, encapçalada per Daniel Cohn-Bendit, aconsegueix el 9,72% dels vots emesos i 7 eurodiputats.
El març de 2001, el socialista Bertrand Delanoë és escollit batlle de París amb el suport de diferents partits d'esquerres, com ara els Verds. Tres membres dels Verds són nomenats com a adjunts pel nou batlle: Christophe Girard, Yves Contassot i Denis Baupin.
El 21 d'abril de 2002, Noël Mamère, candidat verd a les presidencials, va obtenir el 5,25% dels vots emesos (1.495.724 vots). Aquest resultat fou el millor resultat obtingut per un candidat ecologista a la primera volta de les eleccions presidencials. En canvi, els resultats de les legislatives van ser força decebedors: un 4,51% dels vots emesos a la primera volta i només tres diputats a l'Assemblea Nacional, quan als anteriors comicis n'havien obtingut sis.
El gener de 2003, Gilles Lemaire va ser escollit secretari nacional en substitució de Dominique Voynet. Els anys 2003 i 2004 van ser difícils per als Verds, com a conseqüència dels mals resultats de les eleccions legislatives. Aquests baixos resultats van provocar que bona part de les despeses electorals no fossin reemborsades per l'Estat, cosa que va provocar problemes econòmics dins el partit verd.
El 13 de novembre de 2010, el partit s'integrà en Europa Ecologia-Els Verds (EELV).

## Resultats electorals

### Eleccions presidencials
| Any  | Candidat         | 1a volta  | 1a volta  | 2a volta | 2a volta | Resultat |
| Any  | Candidat         | Vots      | %         | Vots     | %        | Resultat |
| ---- | ---------------- | --------- | --------- | -------- | -------- | -------- |
| 1988 | Antoine Waechter | 1,149,897 | 3,8 / 100 | -        | -        | Derrota  |
| 1995 | Dominique Voynet | 1,010,738 | 3,3 / 100 | -        | -        | Derrota  |
| 2002 | Noël Mamère      | 1,495,724 | 5,3 / 100 | -        | -        | Derrota  |
| 2007 | Dominique Voynet | 576,666   | 1,6 / 100 | -        | -        | Derrota  |

### Eleccions legislatives
| Any  | Vots      | %     | Escons  |
| ---- | --------- | ----- | ------- |
| 1986 | 340,109   | 1.21% | 0 / 577 |
| 1988 | 86,312    | 0.35% | 0 / 577 |
| 1993 | 1,022,196 | 4.08% | 0 / 577 |
| 1997 | 1,738,287 | 6.83% | 7 / 577 |
| 2002 | 1,138,222 | 4.51% | 3 / 577 |
| 2007 | 845,977   | 3.25% | 4 / 577 |

### Parlament Europeu
| Any  | Vots      | %         | Escons  | +/- |
| ---- | --------- | --------- | ------- | --- |
| 1984 | 680,080   | 3.4 (#5)  | 0 / 81  | Nou |
| 1989 | 1,922,945 | 10.6 (#4) | 9 / 81  | 9   |
| 1994 | 574,806   | 3.0 (#8)  | 0 / 87  | 9   |
| 1999 | 1,715,450 | 9.7 (#4)  | 9 / 87  | 9   |
| 2004 | 1,271,394 | 7.4 (#5)  | 6 / 78  | 3   |
| 2009 | 2,803,759 | 16.3 (#3) | 14 / 72 | 8   |